# John L. Kennedy
John Lauderdale Kennedy (* 27. Oktober 1854 in Ayrshire, Schottland; † 30. August 1946 in Pacific Palisades, Kalifornien) war ein US-amerikanischer Politiker. Zwischen 1905 und 1907 vertrat er den zweiten Wahlbezirk des Bundesstaates Nebraska im US-Repräsentantenhaus.

## Werdegang
John Kennedy wuchs in seiner schottischen Heimat auf und besuchte dort die öffentlichen Schulen. Im Jahr 1874 kam er in die Vereinigten Staaten, wo er sich im LaSalle County in Illinois niederließ. Dort arbeitete er in der Landwirtschaft, aber er setzte gleichzeitig seine Ausbildung fort. So besuchte er 1879 das Knox College in Galesburg. Danach studierte er bis 1882 an der University of Iowa in Iowa City Jura. Nach seiner im gleichen Jahr erfolgten Zulassung als Rechtsanwalt begann er in Omaha in seinem neuen Beruf zu arbeiten.
Kennedy wurde Mitglied der Republikanischen Partei. 1904 wurde er in das US-Repräsentantenhaus gewählt, wo er am 4. März 1905 Gilbert Monell Hitchcock von der Demokratischen Partei ablöste. Allerdings gelang es Hitchcock, bei den Wahlen des Jahres 1906 seinen Sitz zurückgewinnen. Damit konnte Kennedy bis zum 3. März 1907 nur eine Legislaturperiode im Kongress absolvieren.
Nach dem Ende seiner Zeit im Kongress arbeitete Kennedy wieder als Rechtsanwalt in Omaha. Er war von 1907 bis 1908 außerdem leitendes Mitglied der Polizei- und Feuerwehrkommission dieser Stadt. Zwischen 1911 und 1912 war er Vorsitzender der Republikaner in Nebraska. Bei den Wahlen des Jahres 1916 kandidierte John Kennedy erfolglos für den US-Senat. Während des Ersten Weltkriegs war Kennedy für die Treibstoffkontrolle bzw. Rationierung in Nebraska zuständig (Federal Fuel Administrator). Von 1920 bis 1925 amtierte John Kennedy als Präsident der United States National Bank. Außerdem leitete er in den Jahren 1924 und 1925 die Handelskammer von Omaha.
Im Januar 1933 beendete John Kennedy seine berufliche Tätigkeit und zog sich in den Ruhestand nach Pacific Palisades zurück. Dort ist er im Jahr 1946 im Alter von 91 Jahren gestorben.